# Grupa generała Stefana Witkowskiego
Grupa generała Stefana Witkowskiego – związek taktyczny Wojska Polskiego z okresu polsko-bolszewickiej.

## Struktura organizacyjna
Skład 20 lipca 1920:
- dowództwo grupy
- Brygada Litewsko-Białoruska
- XVIII Brygada Piechoty
- 41 pułk piechoty
- 13 pułk ułanów
- 18 pułk ułanów
- batalion morski
- I poznański batalion etapowy
- IV batalion 157 pułku piechoty